# Землетрясение в Каракасе (1967)
Землетрясение в Каракасе — землетрясение магнитудой 6,5 произошедшее 29 июля 1967 года в Венесуэле в 8 часов вечера по местному времени. Эпицентр был сосредоточен вблизи побережья примерно в 30 милях к западу от Каракаса, столицы страны. Наиболее сильное землетрясение из зарегистрированных в Венесуэле. Число погибших составило 236 человек, 1536 получило ранения и было погребено под обломками домов и офисов. Нанесенный ущерб был оценен в 100 миллионов долларов, около 80 тысяч человек осталось без крова.
Наиболее серьезный ущерб был нанесен в районах Альтамира и Лос-Палос-Грандес, где было разрушено четыре крупных многоквартирных дома в 10-12 этажей. Огромные куски стен откалывались от зданий и падали, расплющивая стоявшие внизу машины и оголяя большую часть конструкций. Спасателям пришлось использовать краны и бульдозеры для поиска выживших и погибших. В городе Маракай, находящемся в 80 км западнее Каракаса, было зафиксировано 5 смертей и 100 пострадавших. Ещё несколько близлежащих городов сообщили о повреждении строений.